# Jens Peter Raben
Jens Peter Raben (* 14. marts 1880 i Toftlund; † 18. februar 1960 i Sønderborg) var historiker, forfatter og tidligere museumsinspektør ved museet på Sønderborg Slot. 1908 var Raben medstifter af Historisk Samfund for Als og Sundeved, hvor han selv bidrog med lokalhistoriske værker til samfundets udgivelse: "Fra Als og Sundeved". I perioden 1926 til 1960 nåede han at beskrive samtlige sogne i amtet.
Jens Peter Raben blev født i landsbyen Stenderup ved Toftlund som søn af købmand Jens Peter Raben (1847–1880), gift med Mathilde, født Hoyer (1852–1896). Raben var gift med Elisabeth Brigitte Margarethe Sissek (1885–1967), sammen havde de en datter. Han blev udlært som boghandler i Haderslev og arbejdede senere for forlaget Martin fra Christiansfeld og for flere forlag i København. Han rejste til Svalbard, Italien og tegnede i denne tid meget. 1908 fik han en stilling som redaktionssekretær ved Sonderburger Zeitung. 
Han interesserede sig meget for arkæologi og foretog i flere år indsamlinger af oldsager på Als og Sundeved. Sammen med andre stiftede han i 1908 "Foreningen til bevarelse af oldsager og oldtidsminder på Als og Sundeved (efter 1920 ændret til Historisk Samfund for Als og Sundeved) og oprettede Sønderborg hjemstavnsmuseum, som de i 1921 overdrog til Sønderborg Amt og Sønderborg Kommune. Samlingen fik lokale på Sønderborg Slot, hvor Raben fra 1921 til 1955 var museumsinspektør. Han foretog mange betydningsfulde arkæologiske udgravninger. Raben publicerede ofte sine artikler og bøger med egne tegninger.